# 190년
190년은 율리우스력의 목요일로 시작하는 평년이다.

## 연호
- 후한(後漢) 초평(初平) 원년

## 기년
- 후한(後漢) 헌제(獻帝) 2년
- 신라(新羅) 벌휴 이사금(伐休泥師今) 7년
- 고구려(高句麗) 고국천왕(故國川王) 12년
- 백제(百濟) 초고왕(肖古王) 25년

## 사건

### 장소별

#### 로마제국
- 로마의 일부가 화재로 불타다. 콤모두스 황제는 콜로니아 코모디아나라는 이름으로 도시의 재건 을 명한다.
- 로마의 가도가 심플론 패스를 통해 알프스를 횡단하다.

#### 중국
- 중국 한나라의 초평 원년
- 반동탁 연합군의 진격이 개시되다. 형양 전투에서 조조의 군대가 동탁의 군대한테 패배한다.
- 동탁의 군대가 낙양을 불태우고 약탈하다. 한나라의 수도는 장안으로 이전된다.

#### 파르트아
- 메디아를 지배하던 오스로에스 2세가 파르티아 제국의 왕위를 노리고 반란을 일으킨다. 국왕 볼로가세스 4세가 반란을 진압하고 질서를 회복한다.

#### 한반도
- 음력 8월, 백제가 신라의 서쪽 경계 원산향(圓山鄕)에 들이닥치고, 또한, 다가와 부곡성(缶谷城)을 에워싸자, 신라에서는 구도가 굳센 기병 5백명을 이끌어 이를 쳐냈다. 백제의 병사가 거짓으로 달아나자, 구도가 쫓아가 와산(蛙山)에 이르렀으나, 백제에게 패한 바가 되었다. 왕은 구도의 실책(失策)으로 인하여, 그를 낮추어 부곡성주로 삼았고, 설지(薛支)를 좌군주로 삼았다.

### 주제별

#### 미술과 과학
- 클레오메데스가 달은 스스로 빛나는 것이 아닌 태양의 빛을 반사시키는 것이라고 가르치다.

#### 경제
- 10년에 걸친 100% 이상의 인플레이션에 이집트가 (로마의 속국) 빈곤해지다.
- 이집트 데나리우스의 은 함량이 90%에서 70%로 낮춰지다,

## 탄생
- 유은, 촉한의 장군 (~269년
- 가이우스 푸리우스 사비니우스 아퀼라 티메시테우스, 로마 군인 황제 시대의 권신 (~243년)

- 마속, 촉한의 장군/전략가 (~228년)
- 왕기, 위나라의 장군 (~261년)

## 사망
- 3월 6일 – 유변, 한나라의 황제 (동탁이 독살함) (~176년)
- 아테네의 아테나고라스, 기독교 변증가 (~133년)
- 일본의 세이무 천황 (신화에 따르면)

## 나라별 190년
- 중국

## 참고 문헌
- 김부식 (1145), 《삼국사기》 〈권2〉 벌휴 이사금 조(條)